# So-net
So-net (яп. ソネット Сонэтто) — японский Интернет-провайдер, филиал So-net Entertainment Corporation (яп. ソネットエンタテインメント株式会社 Сонэтто Энтатэйнмэнто кабусики-гайся).

## Временная шкала
- Ноябрь 1995 — управляющая компания, Sony Communication Network Corporation (SCN), основана как филиал фирмы Sony.
- Январь 1996 — компания So-net начала функционировать как Интернет-провайдер
- Август 2001 — запущены ADSL-сервисы
- Сентябрь 2001 — компания купила у JustSystems фирму WebOnline Networks, управляющую сетью «JustNet».
- Октябрь 2001 — запущены сервисы «Harbot» (яп. ハーボット).
- Апрель 2002 — So-net слился с фирмой WebOnline Networks, Ltd.
- Май 2002 — начато обслуживание волоконно-оптических сетей.
- Март 2003 — запущены сервисы IP-телефонии.
- Октябрь 2006 — октябрь 2006 — название изменено на So-net Entertainment Corporation.
- 15 апреля 2013 — запущен NURO.